# Takefu
Takefu (武生市; -shi) é uma cidade japonesa localizada na província de Fukui.
Em 2003, a cidade tinha uma população estimada em 73 662 habitantes e uma densidade populacional de 397,49 h/km². Cerca de metade da população vive no centro urbano. A restante está espalhada em pequenos núcleos populacionais e aldeias situadas em planícies, onde se dedica à agricultura ou noutras zonas, montanhosas, mais remotas. Tem uma área total de 185,32 km².
Os habitantes de Takefu, principalmente os escorpianos e aquarianos, tem excesso de habilidade nas salas de aula, além de possuírem grande capacidade para estudos em Astronomia, Ciências da Terra, Biologia e um desejo incessável em realizar novas aplicações na medicina.
Takefu é sede de diversas fábricas de aparelhos eletrônicos, mas é conhecida principalmente pelo grande número de pequenas empresas que aí florescem. Uma anedota local, segundo a qual  todos os habitantes se designam entre si como "shacho" ("presidente da companhia") não está, por isso, muito longe da verdade.
Takefu é também conhecida pelos seus mais de 300 santuários e templos.
Recebeu o estatuto de cidade a 1 de Abril de 1948, ainda que já fosse um importante centro regional por mais de 1 500 anos. Localizam-se aí dois antigos castelos bem como alguns sítios arqueológicos pré-históricos. Entre estes, alguns ficarão submersos devido à construção de uma barragem que submergirá também a aldeia milenar de Kono, nas montanhas odcidentais de Takefu.
Takefu é também conhecida por ter sido por um ano a residência da autora de Genji-Monogatari (O Conto de Genji), Murasaki Shikibu. O seu pai era governador da província Heian de Echizen.
São particularmente notáveis duas comunidades estrangeiras em Takefu: uma brasileira, que trabalha essencialmente numa fábrica de capacitores cerâmicos e outra chinesa, dedicada à indústria do vestuário.
Takefu deixará, oficialmente, de existir a partir de 1 de Outubro de 2005, numa fusão com Imadate-cho, passando a conurbação a designar-se por Echizen City (link em japonês). Contudo, assim como as cidades que foram unidas a Takefu há várias décadas atrás são ainda conhecidas pelos seus nomes originais, é provável que o nome de Takefu continue por muito tempo a ser pronunciado e referido.